# Katsuya Ishihara
Katsuya Ishihara (石原 克哉 Ishihara Katsuya?, nacido el 2 de octubre de 1978 en Yamanashi) es un futbolista japonés que se desempeña como centrocampista.

## Trayectoria

### Clubes
| Club           | País  | Año         |
| -------------- | ----- | ----------- |
| Ventforet Kofu | Japón | 2001 - 2017 |

## Estadística de carrera

### J. League
| Club           | Año   | J. League | J. League | Copa J. League | Copa J. League | Total | Total |
| Club           | Año   | Part.     | Goles     | Part.          | Goles          | Part. | Goles |
| -------------- | ----- | --------- | --------- | -------------- | -------------- | ----- | ----- |
| Ventforet Kofu | 2001  | 30        | 2         | 1              | 0              | 31    | 2     |
| Ventforet Kofu | 2002  | 40        | 4         | -              | -              | 40    | 4     |
| Ventforet Kofu | 2003  | 42        | 4         | -              | -              | 42    | 4     |
| Ventforet Kofu | 2004  | 36        | 3         | -              | -              | 36    | 3     |
| Ventforet Kofu | 2005  | 44        | 3         | -              | -              | 44    | 3     |
| Ventforet Kofu | 2006  | 33        | 2         | 5              | 1              | 38    | 3     |
| Ventforet Kofu | 2007  | 34        | 5         | 8              | 1              | 42    | 6     |
| Ventforet Kofu | 2008  | 38        | 2         | -              | -              | 38    | 2     |
| Ventforet Kofu | 2009  | 46        | 0         | -              | -              | 46    | 0     |
| Ventforet Kofu | 2010  | 26        | 0         | -              | -              | 26    | 0     |
| Ventforet Kofu | 2011  | 16        | 1         | 0              | 0              | 16    | 1     |
| Ventforet Kofu | 2012  | 23        | 1         | -              | -              | 23    | 1     |
| Ventforet Kofu | 2013  | 10        | 0         | 1              | 0              | 11    | 0     |
| Ventforet Kofu | 2014  | 28        | 3         | 4              | 0              | 32    | 3     |
| Ventforet Kofu | 2015  | 13        | 0         | 0              | 0              | 13    | 0     |
| Ventforet Kofu | 2016  | 8         | 0         | 0              | 0              | 8     | 0     |
| Ventforet Kofu | 2017  | 0         | 0         | 2              | 0              | 2     | 0     |
| Total          | Total | 467       | 30        | 21             | 2              | 488   | 32    |

## Palmarés

### Títulos nacionales
| Título    | Club           | País  | Año  |
| --------- | -------------- | ----- | ---- |
| J2 League | Ventforet Kofu | Japón | 2012 |